# Issakkajärvi
Issakkajärvi är en sjö i Finland. Den ligger i kommunen Lieksa i landskapet Norra Karelen, i den centrala delen av landet, 400 km nordost om huvudstaden Helsingfors. Issakkajärvi ligger 155 meter över havet. I omgivningarna runt Issakkajärvi växer i huvudsak barrskog. Den är 9,1 meter djup. Arean är 25,1 hektar och strandlinjen är 3,71 kilometer lång. Sjön  ingår i Vuoksens huvudavrinningsområde. 